# John McCracken
John McCracken (9. prosince 1934 – 8. dubna 2011) byl americký minimalistický sochař a malíř.

## Život
Narodil se roku 1934 ve městě Berkeley v Kalifornii. Studoval na California College of Arts and Crafts ve městě Oakland, mezi jeho učitele zde patřili Gordon Onslow Ford a Tony DeLap. Rovněž sloužil čtyři roky v námořnictvu. Mezi jeho vzory patřili například Barnett Newman, Donald Judd a Dan Flavin. Jeho díla byla vytvářena v přesných geometrických tvarech. Mezi jeho nejznámější díla patřila monochromatická deska, tento nápad pocházel z roku 1966. Tyto desky byly vždy vyráběny ručně složitou technologií. Mezi jeho další výtvory patří sochy pyramidového či zikkuratového tvaru. Zemřel v roce 2011 na Manhattanu po dlouhé nemoci.